# フェイスオフ (ゲーム)
『フェイスオフ』 (Face Off) は、1988年12月にナムコから稼働されたアーケード用スポーツゲーム。アイスホッケーを題材としている。
家庭用は2009年にWii用ソフトとしてバーチャルコンソールアーケードにて配信されたほか、2024年にアーケードアーカイブスの1作品としてPlayStation 4版とNintendo Switch版が配信された。

## ゲーム内容
プレイ開始時には3人モードと5人モードを選ぶことが可能。操作方法はツインレバーと2ボタン。Wiiバーチャルコンソールアーケード版はWiiのクラシックコントローラで行う。ゴール場所は1Pは下側で、2Pは上側になっている。時間切れの際は得点が多い方の勝利となる。

## 移植版
| No. | タイトル     | 発売日         | 対応機種                      | 開発元   | 発売元     | メディア                                        |
| --- | ------------ | -------------- | ----------------------------- | -------- | ---------- | ----------------------------------------------- |
| 1   | フェイスオフ | 2009年10月27日 | Wii                           | バンナム | バンナム   | ダウンロード （バーチャルコンソールアーケード） |
| 2   | フェイスオフ | 2024年2月8日   | PlayStation 4 Nintendo Switch | バンナム | ハムスター | ダウンロード （アーケードアーカイブス）         |

アーケードアーカイブス版
「こだわり設定」にてゲームスピードの調整、2Pプレイ時に画面を反転、2Pコントローラーの左スティックを1Pの右スティックとして使用できるようにする、1Pもしくは2Pの左スティックの操作を回転させる、といった事が設定可能。

## 評価
1991年に刊行されたゲーメストムック『ザ・ベストゲーム』の紹介文では、「かわいい2頭身キャラが狭いフィールドを動き回る。音声合成の『くやし～い!!』が印象的なセリフである」と評されている。